# Adriaan Brunsveldt
Adriaan Brunsveldt (gestorven op 29 oktober 1658) was een Friese zeevaarder die voer voor de Friese Admiraliteit. 
In 1652 kreeg Brunsveldt het bevel over het schip Breda. Dit schip was in 1637  gebouwd voor de Verenigde Oostindische Compagnie, maar het bleek al spoedig te klein om winstgevend te zijn. Het had 24 stukken geschut en kende een bemanning van tachtig man. Voor Brunsveldt het commando kreeg had de Breda al verschillende lange reizen gemaakt, naar onder andere Brazilië. In december 1652 bleken de kapiteins Schelte Tjerks Wiglema en Brunsveldt geen geld te hebben om brood te kopen voor de bemanningen. IJlings reisde Wiglema naar Den Haag om geld te krijgen, maar dit werd hem geweigerd. Uiteindelijk leende een Dokkummer uyt liefde ende ter eeren van 't Landt tweehonderd gulden om brood in te kopen. Tijdens de Eerste Engels-Nederlandse Oorlog vocht het schip met Brunsveldt als commandant in de Slag bij de Hoofden, Slag bij de Singels, Driedaagse Zeeslag en de Slag bij Ter Heijde. In de Slag in de Sont werd hij met zijn schip door twee of drie Zweedse schepen klemgevaren. Brunsveldt raakte dodelijk gewond en zijn schip werd geënterd door de Zweden. De meeste bemanningsleden verdronken of werden gevangengenomen. De Zweedse zeelieden zetten de Breda in brand en verlieten het schip. Veertien zeelieden die achterbleven wisten het vuur te blussen, de boot te repareren en in Landskrona zich bij de rest van de vloot te voegen.